# Вільям Томсон
Ві́льям То́мсон, лорд Ке́львін (англ. William Thomson, 1st Baron Kelvin; 26 червня 1824, Белфаст — 17 грудня 1907, Ларгс, Ейршир, Шотландія) — один із найвидатніших фізиків у світовій історії. Член Геттінгенської академії наук.
Предки Томсона були ірландськими фермерами; батько — Джеймс Томсон (1776—1849 роки), відомий математик, був з 1814 року викладачем в Академічному інституті Белфаста, потім з 1832 р. професор математики у Глазго; відомий своїми підручниками з математики, що витримали десятки видань. Вільям Томсон разом зі старшим братом, Джеймсом, навчалися в коледжі у Глазго, а потім у «Петерхаус коледжі» (англ. St. Peter Colleǵe) в Кембриджі, який Томсон закінчив у 1845 році.
У 1846 році у віці двадцяти двох років Томсон прийняв кафедру теоретичної фізики в університеті Глазго. Незвичайні заслуги Томсона в чистій і прикладній науці були цілком оцінені його сучасниками.
У 1866 році Томсон був титулований у дворянство, в 1892 році королева Вікторія подарувала йому перство з титулом «барон Кельвін». Назва титулу походить від річки Кельвін, що тече біля університету Глазго.

## Наукова діяльність
Ще студентом Томсон опублікував ряд робіт з застосуванням рядів Фур'є до питань фізики і в чудовому дослідженні «Рівномірний рух тепла в однорідному твердому тілі і його зв'язок з математичною теорією електрики» («The Cambridge math. Journ.», 1842) провів важливі аналогії між явищами поширення тепла і електричного струму і показав, як вирішення питань з однієї з цих галузей застосувати до питань іншої галузі. В іншому дослідженні «The Linear Motion of Heat» (1842, ibid.) Томсон розвинув принципи, які потім плідно застосував до багатьох питань динамічної геології, наприклад, до питання про охолодження Землі.
У 1845 році, перебуваючи в Парижі, Томсон почав у журналі Жозефа Ліувілля друкування ряду статей з електростатики, в яких виклав свій метод дзеркальних зображень, що дав можливість просто розв'язати багато складних задач електростатики.
З 1849 року пішов відлік робіт Томсона з термодинаміки, надрукованих у виданнях королівського товариства в Единбурзі. У першій з цих робіт Томсон, спираючись на дослідження Джоуля, вказав, як слід змінити принцип Карно, викладений у творі останнього «Réflexions sur la puissance motrice du feu et sur les machines propres à développer cette puissance» (1824 рік), для того, щоб принцип узгоджувався з сучасними даними; ця знаменита робота містить одне з перших формулювань другого закону термодинаміки.
У 1852 році Томсон дав інше формулювання його, а саме вчення про розсіяння енергії.
У тому ж році Томсон спільно з Джоулем провів відоме дослідження над охолодженням газів під час розширення без виконання роботи, яке послужило перехідним ступенем від теорії ідеальних газів до теорії реальних газів.
Розпочата в 1855 році робота з термоелектрики («Electrodynamic Qualities of Metals») викликала посилену експериментальну роботу; в ній брали участь студенти, і це поклало початок практичних робіт студентів в університеті Глазго — першому у Великій Британії, а також початок лабораторії з фізики в Глазго.
У п'ятдесятих роках Томсон зацікавився питанням трансатлантичної телеграфії; спонукуваний невдачами перших піонерів-практиків, Томсон теоретично дослідив питання про поширення електричних імпульсів уздовж кабелів і прийшов до висновків величезної практичної важливості, яка дала можливість здійснити телеграфування через океан. Попутно Томсон вивів умови існування коливального електричного розряду (1853 рік) (перевинайдені пізніше Кірхгофом аж у 1864 році), які лягли в основу всього вчення про електричні коливання. Експедиція для прокладення кабелю ознайомила Томсона з потребами морської справи і призвела зрештою до вдосконалення лота і компаса (1872—1876 роки).
У «Biogr.-Litter. Handwörterbuch Poggendorffa» (1896 рік) наведено список близько 250 статей (крім книг), що належать Томсону. Це зокрема: термодинамічні дослідження, що призвели крім того ще до встановлення абсолютної шкали температур; роботи з гідродинаміки та теорії хвиль (відзначені в 1887 році премією Единбурзького королівського товариства); роботи з термоелектрики, що призвели до відкриття так званого «ефекту Томсона» — перенесення тепла електричним струмом; дослідження з теорії пружності (1862—1863 роки), в яких Томсон розширив теорію кульових функцій; роботи з динамічної геології.
Не менш значна діяльність Томсона в практичній фізиці і техніці; йому належать винаходи або поліпшення багатьох інструментів, які увійшли до загального вжитку в науці та техніці, наприклад, дзеркальний гальванометр, ондулятор із сифонною подачею чорнила, квадрантний і абсолютний електрометр, нормальний елемент компаса, лот і безліч технічних вимірювальних електричних приладів, серед яких ампер-ваги, які застосовують для вивірки електричних приладів. Між безліччю патентів, отриманих Томсоном, зустрічаються також і суто практичні пристосування (як, наприклад, водопровідні крани).
З книг, виданих Томсоном, найпопулярнішою є «Treatise on natural philosophy» (т. 1, разом з Тетом, 3-тє вид. 1883 року, німецький переклад за ред. Гельмгольца), що містить виклад механічних основ теоретичної фізики.
Статті Томсона передруковані в його «Reprints of papers on electrostatic and magnetism» (1872), «Mathematical and physical papers» (1882—1883) і «Popular lectures and adresses».
У «Encyclopedia Britannica» (1880 рік) вміщено дві статті Томсона — «Elasticity» і «Heat».

## Критика теорії еволюції
Відомий як критик теорії еволюції в біології. На основі розрахунку віку Сонця, в якому, на його думку, проходять хімічні процеси горіння, які є джерелом енергії, вказав на недостатність історичного часу для того, щоб еволюція тваринного світу привела до сучасного стану. Відкриття в 1903 році закону, що зв'язує з радіоактивним розпадом вивільнення теплової енергії, не спонукали його змінити власні оцінки віку Сонця. Вік Землі він оцінював у 20-40 млн років.

## Наукові праці
- Томсон У. (лорд Кельвин), Тэт П. Г. Трактат по натуральной философии = Treatise on Natural Philosophy. — Ижевск : РХД, 2010. — 572+592 с.